# Hipposcarus
A Hipposcarus a csontos halak (Osteichthyes) főosztályának a sugarasúszójú halak (Actinopterygii) osztályához, ezen belül a sügéralakúak (Perciformes) rendjéhez és a papagájhalfélék (Scaridae) családjához tartozó nem.

## Rendszerezés
A nembe az alábbi fajok tartoznak:
- hosszúorrú papagájhal (Hipposcarus harid)
- Hipposcarus longiceps